# HMS Glasgow (D88)
Pour les autres navires du même nom, voir HMS Glasgow.
Le HMS Glasgow est un destroyer britannique de Type 42 (Batch 1) et est le huitième navire de la Royal Navy à être nommé d'après la ville écossaise de Glasgow. 

## Historique
Construit par la compagnie Swan Hunter, il est commissionné en 1977. Il participe à la guerre des Malouines. Son hélicoptère Westland Lynx est sévèrement endommagé au cours d'un échange de tir le 2 mai avec l'aviso argentin Alferez Sobral (A-9). Il est endommagé le 12 mai 1982 par une bombe larguée par un A-4 Skyhawk argentin. Réparé au chantier naval de Portsmouth, il retourne dans l'Atlantique Sud en 1982, après la fin de la guerre. Il sert au sein de la Force internationale pour le Timor oriental en 1999 et est déployé dans la patrouille de l'Atlantique Sud en 2004. Il est retiré du service un an plus tard, en 2005, et est démoli en 2009.

## Armement

### Armement d'origine
- - 1 système de missiles anti-aériens de 2 Sea Dart GWS30 (22 Sea Dart)
  - 1 canon de marine de 4,5 pouces Mark 8 (en)
  - 2 canons anti-aériens 20/70 Oerlikon Mk 7A
  - 2 x 3 tubes lance-torpilles de 324mm STWS 2 TT
  - 1 hélicoptère Westland Lynx embarqué doté de quatre missiles anti-navires et deux torpilles anti-sous-marins.

Modernisation en 1982 : 2 x 2 canons anti-aériens 30/75 GCM-A03 Oerlikon et 2 canons 20/90 GAM-B01 Oerlikon
Modernisation en 1984-1989 : suppression des 2 canons 30/75, ajout de 2 x 6 20/76 Mk 15 Phalanx, de 2 DEC laser dazzlers et d' ADAWS-7 (Action Data Automation Weapons System Mk.7)

## Liste des officiers commandants
| De   | à    | Capitaine              |
| ---- | ---- | ---------------------- |
| 1978 | 1979 | Capitaine C R V Doe RN |
| 1979 | 1980 |                        |